# Xlepala
Xlepala är ett slukhål i Mexiko.   Det ligger i delstaten Yucatán, i den östra delen av landet, 1 000 km öster om huvudstaden Mexico City. Xlepala ligger 8 meter över havet.
Terrängen runt Xlepala är mycket platt. Runt Xlepala är det glesbefolkat, med 19 invånare per kvadratkilometer. Närmaste större samhälle är Chochola, 8,4 km nordost om Xlepala. I omgivningarna runt Xlepala växer i huvudsak lövfällande lövskog.